# Burbure
Burbure é uma comuna francesa na região administrativa de Altos da França, no departamento de Pas-de-Calais. Estende-se por uma área de 5,53 km². Em 2010 a comuna tinha 2 876 habitantes (densidade: 520,1 hab./km²).